# 佩爾加河

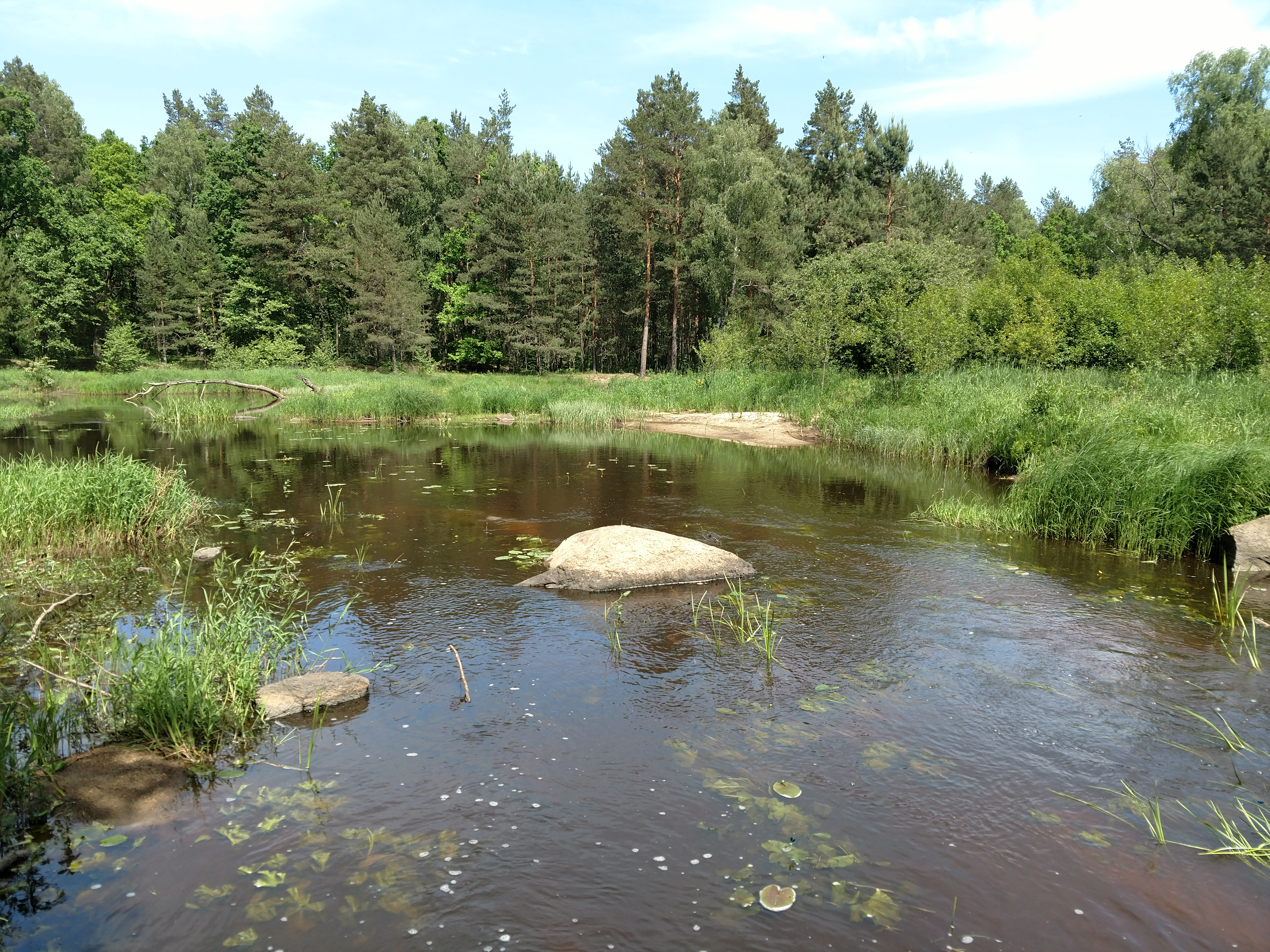

佩爾哈河（烏克蘭語：Перга），是烏克蘭北部的河流，屬於烏博爾季河的支流。該河發源自克里沃京附近，流經日托米爾州的茲維亞赫爾區和科羅斯堅區，河口處在佩爾加附近，河道全長67公里，流域面積633平方公里。